# Городское поселение Барсово
Городско́е поселе́ние Барсово — муниципальное образование в Сургутском районе Ханты-Мансийского автономного округа Российской Федерации.
Административный центр — пгт Барсово.

## История
Статус и границы городского поселения установлены Законом Ханты-Мансийского автономного округа - Югры от 25 ноября 2004 года № 63-оз «О статусе и границах муниципальных образований Ханты-Мансийского автономного округа - Югры»

## Население
| 2009  | 2010  | 2012  | 2013  | 2014  | 2015  | 2016  |
| ----- | ----- | ----- | ----- | ----- | ----- | ----- |
| 5616  | ↘4990 | ↗5202 | ↗5445 | ↗5524 | ↘5492 | ↗5692 |
| 2017  | 2018  | 2019  | 2020  | 2021  |       |       |
| ↘5677 | ↗5748 | ↗5778 | ↗5888 | ↗6192 |       |       |

## Состав городского поселения
| № | Населённый пункт | Тип населённого пункта      | Население |
| - | ---------------- | --------------------------- | --------- |
| 1 | Барсово          | пгт, административный центр | ↗6192     |